# Российская объединённая социал-демократическая партия
Российская объединённая социал-демократическая партия — политическая партия, создана на учредительном съезде 11 марта 2000 года. 
В партию на индивидуальной основе вошли представители:
- движения «Социал-демократы»;

- Социал-демократического союза;

- Российского движения демократических реформ;

- Социал-либеральной партии России;

- движения «Новые левые»;

- Лейбористской партии и др.

На момент создания партии её членами заявили себя более 9 тысяч человек в 70 регионах России.
Инициативы по созданию объединённой социал-демократической партии возникла осенью 1999 года, когда участники 3-го съезда Конгресса социал-демократических сил обратились к М. С. Горбачёву с предложением возглавить процесс консолидации социал-демократов в России. На I съезде РОСДП М. С. Горбачёв избран председателем партии. Кроме того, была принята резолюция по Чечне (с требованием мирного решения чеченской проблемы).
РОСДП неофициально считала себя правопреемницей дореволюционных меньшевиков

## I съезд РОСДП
Каждый четвёртый делегат I съезда РОСДП был молодым человеком, что позволило незамедлительно приступить к созданию молодёжной организации партии.
Социалистический интернационал приветствовал создание в России крупной социал-демократической партии. На учредительный съезд РОСДП пришли приветствия от многих социал-демократических партий Европы, в том числе от канцлера Германии Герхарда Шрёдера.
В руководство РОСДП вошли представители бывшей СДПР (Б. Орлов), РСДС (Б.Гуселетов, А.Лукичев), движения «Социал-демократы» (Г. Попов), Межнационального союза (А. Микитаев) и другие. РОСДП объявила себя наследницей традиций российской социал-демократической рабочей партии РСДРП (меньшевиков). РОСДП выступила против «либерального фундаментализма, реализация которого в последние десять лет привела страну к упадку», и против стратегии догоняющей модернизации для России.

## II съезд РОСДП
9 декабря 2000 года состоялся II съезд РОСДП, на котором было принято Программное заявление РОСДП, утверждены составы Совета РОСДП (в него вошли руководители всех 75 региональных отделений), Общественного совета РОСДП (15 человек, в том числе Гавриил Попов, Николай Шмелев, Олег Богомолов, Савва Кулиш, Армен Джигарханян, Егор Яковлев, Михаил Шатров, Александр Гельман, Ясен Засурский, Юрий Любимов, Даниил Гранин и др.) и Общественного научно-экспертного совета (13 человек, в том числе Марк Масарский, Виктор Шейнис, Павел Кудюкин, Алла Ярошинская и др.). Решено также «возбудить ходатайство о принятии РОСДП в Социнтерн». Принята резолюция об отношении к проблеме КЗоТ (в поддержку проекта, предложенного Федерацией независимых профсоюзов России). Кроме того, на нём обсуждалось создание молодёжной социал-демократической организации. В частности, М. С. Горбачёв высказался следующим образом:

«Мы — страна лесов, а леса без подлеска не бывает. Лес высыхает — подлесок заменяет»

На следующий день, 10 декабря 2000 года, состоялся учредительный съезд Российского социал-демократического союза молодёжи, ставшего молодёжной организацией РОСДП. В отличие от партии, с которой он был изначально аффелирован, РСДСМ сейчас существует и успешно развивается.

## III съезд РОСДП
23 ноября 2001 года состоялся III съезд РОСДП, принявший решение об объединении с Российской партией социальной демократии. На следующий день, 24 ноября 2001 года, состоялся учредительный съезд Социал-демократической партии России.